# Ухорна
Ухорна (слч. Úhorná) насељено је мјесто са административним статусом сеоске општине (слч. obec) у округу Гелњица, у Кошичком крају, Словачка Република.

## Становништво
| Година:    | 1994. | 2004.    | 2014.   | 2024.   |
| ---------- | ----- | -------- | ------- | ------- |
| Број људи: | 199   | 150      | 146     | 143     |
| Разлика:   |       | -24,62 % | -2,66 % | -2,05 % |

| Година:    | 2023. | 2024.   |
| ---------- | ----- | ------- |
| Број људи: | 141   | 143     |
| Разлика:   |       | +1,41 % |

Према подацима о броју становника из 2011. године насеље је имало 145 становника.